# Безклубенко, Сергей Данилович
Сергей Данилович Безклубенко (укр. Сергі́й Дани́лович Безклу́бенко; 15 июня 1932, с. Ладыжинка (ныне Уманского района Черкасская область Украины) — украинский и советский государственный и партийный деятель, министр культуры Украинской ССР (1977—1983), искусствовед, доктор философских наук (1977), профессор (1996). Тележурналист, историк украинского кино. Член ЦК КП Украины (1981—1986). Депутат Верховного Совета УССР 10-го созыва. Заслуженный работник культуры Украины (2002). Заслуженный деятель культуры Польши (1979).

## Биография
В 1951—1956 годах обучался в Киевском госуниверситете. Член КПСС с 1954 года.
В 1956—1963 годах — литработник, заведующий отделом пропаганды областной газеты «Радянська Донеччина», в 1962—1963 — главный редактор межрайонной газеты «Маяк» (Донецкая область).
В 1963—1967 годах работал в редакции ряда газет Донецкой области, главной редакции Донецкой студии телевидения, в 1970—1977 годах — заведующий сектора кинематографии, заместитель заведующего отдела культуры ЦК КП Украины.
В 1970 году окончил Акаде́мию обще́ственных нау́к при ЦК КПСС (Москва).
Министр культуры Украинской ССР (1977—1983). Принимал участие в создании Киевских театров драмы и комедии, Молодёжного, Детского музыкального, второго кукольного , ТЮЗа — в Запорожье и Сумах, Домов органной и камерной музыки в Киеве и ряде областей Украины, духового и эстрадно-симфонического оркестров в Киеве, ряда других художественных коллективов и др.
В 1983—2001 годах — заведующий отдела киноведения Института искусствоведения, фольклористики и этнологии Академии наук Украины, одновременно преподаватель Национальной музыкальной академии Украины (Киев, 1987—2001); с 1993 года — в Киевском национальном университете культуры и искусств: с 2000 — профессор, с 2001 — проректор по научной работе, заведующий кафедры социально-гуманитарных дисциплин.

## Научная деятельность
Сфера научной деятельности: история, философия и общая теория искусства, культурология, социология и экономика культуры и искусства, история и теория кино и телевидения.
Автор многочисленных научных публикаций, в том числе монографических исследований в различных областях художественной культуры. Основные из них:
- «Соціальна природа мистецтва». — К., 1972;
- «Телевизионное кино. Очерк теории». — К., 1975;
- «Социальная сущность искусства». — М., 1976;
- «Природа искусства. О чём размышляют, о чём спорят философы». — М., 1982;
- «Грани творческого метода». — К., 1986;
- «Музы на ложе Прокруста». — К., 1988;
- «Сокрушении идолов». — К., 1989;
- «Кіномистецтво та політика». — К., 1995;
- «Українське кіно. Начерк історії». — К., 2001;
- «Етнокультурологія. Критичний аналіз наукових та методологічних засад». — К., 2002;
- «Теорія культури». — К., 2002;
- «Політекономія мистецтва». — К., 2004;
- «Відеологія». — К., 2004;
- «Всезагальна теорія та історія мистецтва». — К., 2004;
- «Українська культура: погляд крізь віки». — Ужгород, 2005;
- «Український енциклопедичний кінословник»,
- «Т. І. Основні поняття та терміни». — Вінниця, 2006;
- "Ошибка дона Христофора Колумба. Ироническая повесть в 2-х частях. Ч. І.
- «Ирония судьбы». — К., 2005, 2006;
- «Основи філософських знань. Курс лекцій для студентів мистецьких факультетів ВНЗ». — К., 2007, * «Мистецтво: терміни та поняття. Ілюстроване енциклопедичне видання у 2-х томах». К., 2008, Т. ІІ. — К., 2010 та ін.

## Награды
- Орден Дружбы народов (1982)
- Орден «За заслуги» 3-й степени (2013)[1]
- Памятная медаль 100-летия освобождения Болгарии от турецкого ига
- Лауреат премии Союза кинематографистов СРСР (1982, Первая премия за книгу «Телевизионное кино. Очерк теории»),
- Заслуженный деятель культуры Польши (1979),
- Заслуженный работник просвещения Венгрии (1980),
- Почётный гражданин г. Хьюстона (штат Техас, США) (1978),
- Заслуженный работник культуры Украины (2002),
- Почётные грамоты Президиума Верховного Совета РСФСР, Верховного Совета Азербайджана, Верховной Рады Украины[укр.], Алтайского края.